# 贝尔纳·库尔图瓦
贝尔纳·库尔图瓦（法語：Bernard Courtois，發音：[bɛʁnaʁ kuʁtwa]；1777年2月8日—1838年9月27日）是一名法國化學家，因首次分離出碘元素而備受讚譽，使早期攝影成為可能。

1811年前，拿破崙戰爭使政府控制的硝石業務逐漸萎縮，因為當時用於製造硝酸鉀的木灰已經出現短缺。作為替代方案，所需的硝酸鉀從諾曼底和布列塔尼海岸豐富的海藻中提取。海藻還具有另一種尚未被發現的重要化學物質。1811年底的一天，當庫爾圖瓦從海藻灰中分離出鈉和鉀化合物時，他在海藻灰中加入硫酸後發現了碘(據說是貓不小心打翻海藻灰與濃硫酸後混合的)。他在調查他的銅製容器的腐蝕情況時，注意到有一種蒸氣散發出來。它是以一種不尋常的紫色蒸汽的形式出現的。英國化學家漢弗里·戴維後來有了以下記錄：
|  | 這種物質是大約兩年前由巴黎的硝石製造商庫爾圖瓦先生意外發現的。在他從海草的灰燼（cendres de vareck）中獲取蘇打的過程中，他發現金屬容器被腐蝕得很厲害；在尋找這種影響的原因時，他有了這個發現。在提取碳酸鈉後，僅通過硫酸的作用就能從灰燼中獲得這種物質，而且非常方便：當酸被濃縮，從而產生大量的熱量時，這種物質就會出現一種美麗的紫色蒸汽，它凝結成具有風鈴草顏色和光澤的晶體。 |

庫爾圖瓦被漢弗里·戴維和約瑟夫·路易·給呂薩克認為是碘的真正發現者。他於1822年開始製造高質量的碘及其鹽類。1831年，他因這種元素的藥用價值而被皇家科學院授予6,000法郎的蒙蒂翁獎。他的餘生都在經濟上掙扎，並於1838年9月27日逝世，享年61歲，沒有給他的遺孀和兒子留下任何財產。在他逝世的那一年，《化學醫學雜誌》在訃告的標題下謹慎地指出他的逝世：
「碘的發現者貝爾納·庫爾圖瓦於1838年9月27日在巴黎逝世，他的遺孀沒有財產。如果庫爾圖瓦在作出這一發現時辦理了發明證書，他就會獲得一大筆財產。」

## 備註
1. ↑  . Encyclopædia Britannica.   [9 March 2017]. （原始内容存档于2023-02-03）.
2. ↑  Davy, Humphry. . Philosophical Transactions of the Royal Society of London. 1814, 104: 74–93. S2CID 109845199. doi:10.1098/rstl.1814.0007 .
3. ↑   2. s.n. 1838: 6  [9 November 2008]. as translated by  11. 1839: 168  [9 November 2008].